# Millstadt (Illinois)
Millstadt es una villa ubicada en el condado de St. Clair en el estado estadounidense de Illinois. En el Censo de 2010 tenía una población de 4011 habitantes y una densidad poblacional de 433,19 personas por km².

## Geografía
Millstadt se encuentra ubicada en las coordenadas 38°27′33″N 90°4′59″O / 38.45917, -90.08306. Según la Oficina del Censo de los Estados Unidos, Millstadt tiene una superficie total de 9.26 km², de la cual 8.83 km² corresponden a tierra firme y (4.64%) 0.43 km² es agua.

## Demografía
Según el censo de 2010, había 4011 personas residiendo en Millstadt. La densidad de población era de 433,19 hab./km². De los 4011 habitantes, Millstadt estaba compuesto por el 98.55% blancos, el 0.2% eran afroamericanos, el 0.12% eran amerindios, el 0.27% eran asiáticos, el 0% eran isleños del Pacífico, el 0.12% eran de otras razas y el 0.72% pertenecían a dos o más razas. Del total de la población el 1% eran hispanos o latinos de cualquier raza.